# Ahmed Douma
Ahmed Douma (en arabe : أحمد دومة  prononcé : [ˈæħmæd ˈduːmæ]), né le 10 septembre 1985 dans le gouvernorat de Beheira, est un militant et blogueur égyptien, considéré comme une « icône » de la révolution égyptienne de 2011. Il participe à la création de plusieurs mouvements d'opposition. Plusieurs sources relèvent qu'il est arrêté sous tous les gouvernements successifs dans la période récente. Il est condamné en février 2015 à la prison à perpétuité. En août 2023, bénéficiant d'une grâce présidentielle, il retrouve la liberté après dix années passées en prison.

## Jeunesse et formation
Ahmed Douma naît le 10 septembre 1985 dans le gouvernorat de Beheira,,. Son père, proche des Frères musulmans, est directeur d'école,. Après des études d'informatique,, il étudie le droit à l'université de Tanta,,.

## Militantisme et arrestations
Ahmed Douma est considéré comme une « figure importante », une « icône », voire un « fer de lance » de la révolution égyptienne de 2011. Il participe à la création de Kifaya et du Mouvement de la jeunesse du 6 avril,. Il est aussi membre du Courant populaire égyptien (en) fondé par Hamdine Sabahi. Plusieurs sources relèvent qu'il a été arrêté sous tous les gouvernements successifs dans la période récente,,,,

### Sous la présidence d'Hosni Moubarak

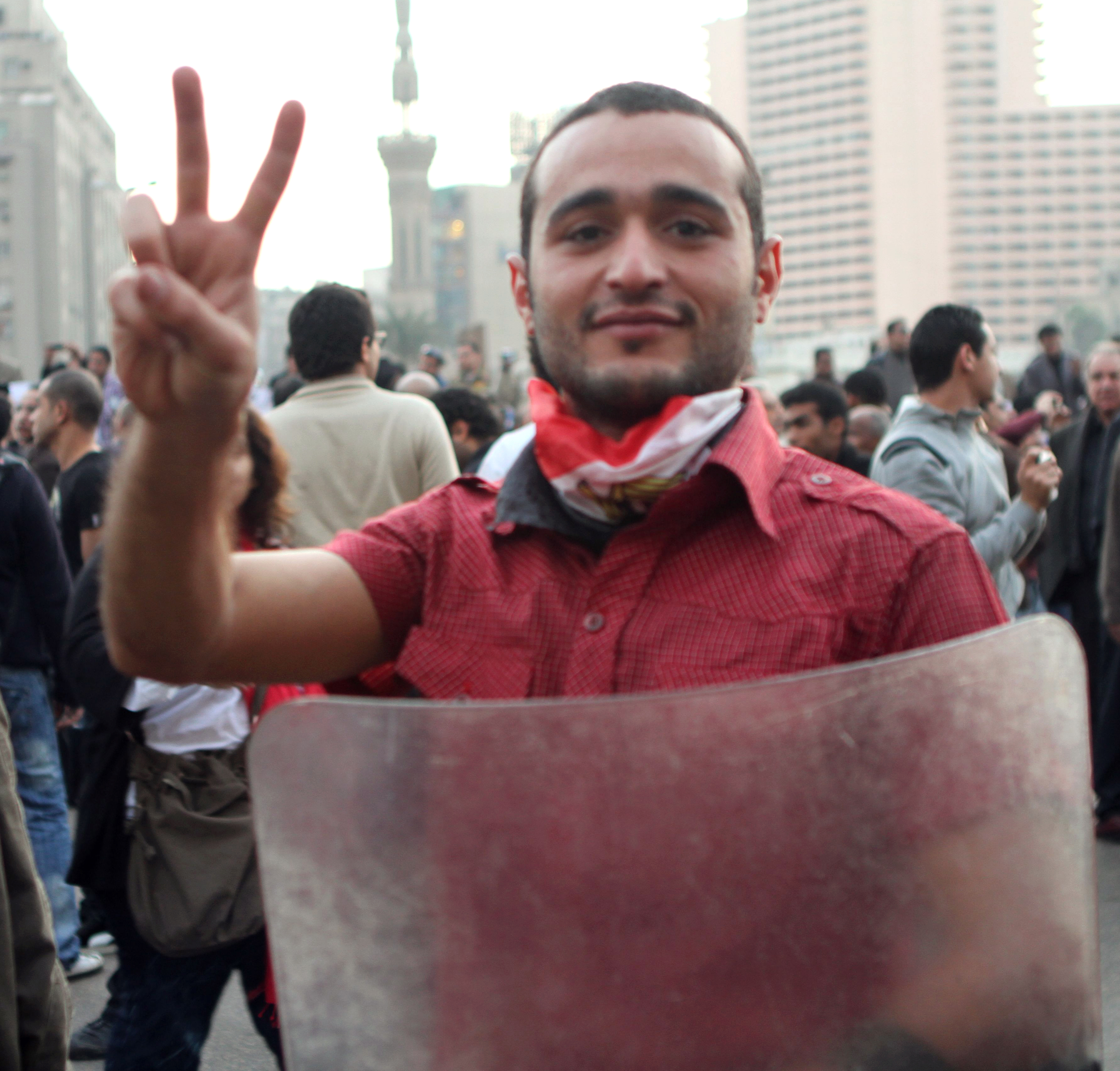
Ahmed Douma pendant les manifestations de la « journée de la colère », le 25 janvier 2011, au Caire.

Sous la présidence d'Hosni Moubarak, le 4 février 2009, Ahmed Douma, alors étudiant en droit à l'université de Tanta, est arrêté pour avoir franchi illégalement la frontière de l'Égypte avec la bande de Gaza avec un groupe de militants pro-palestiniens durant la guerre de Gaza de 2008-2009. Il est jugé par un tribunal militaire et condamné le 10 février 2009 à un an de prison et 2 000 LE d'amende pour franchissement illégal de frontière, et diffusion de blogue sur cette guerre,. Selon l'ONG Alkarama il est torturé durant sa détention et libéré dix huit jours après le terme de sa peine.
Ahmed Douma est à nouveau arrêté durant une manifestation du 3 mai 2010 au Caire, puis, selon lui, torturé. Le 22 mai 2010, il est condamné en première instance à six mois de prison pour avoir, selon l'accusation, agressé seize officiers de police lors de cette manifestation. Le 21 juillet 2010, en appel, sa peine est ramenée à trois mois de prison et Douma est immédiatement incarcéré. Selon une déclaration de six organisations de défense des droits de l'homme et une plainte introduite en août 2010, par le Centre Al Nadeem de réhabilitation des victimes de violence, Douma aurait en fait été agressé par deux officiers de police durant la manifestation du 3 mai,. Son maintien en détention au terme de la peine ayant donné lieu à des manifestations au Caire en octobre 2010, il est libéré avec six jours de retard.
En février 2011, peu après avoir été arrêté à la sortie d'un meeting de Mohamed el-Baradei, mis au secret puis relâché, Ahmed Douma déclare à James Hider du Times de Londres avoir été détenu vingt cinq fois et avoir eu ses jambes et son bras cassés par ses geôliers sans pouvoir avoir accès à des soins médicaux.

### Sous l'autorité du Conseil suprême des forces armées

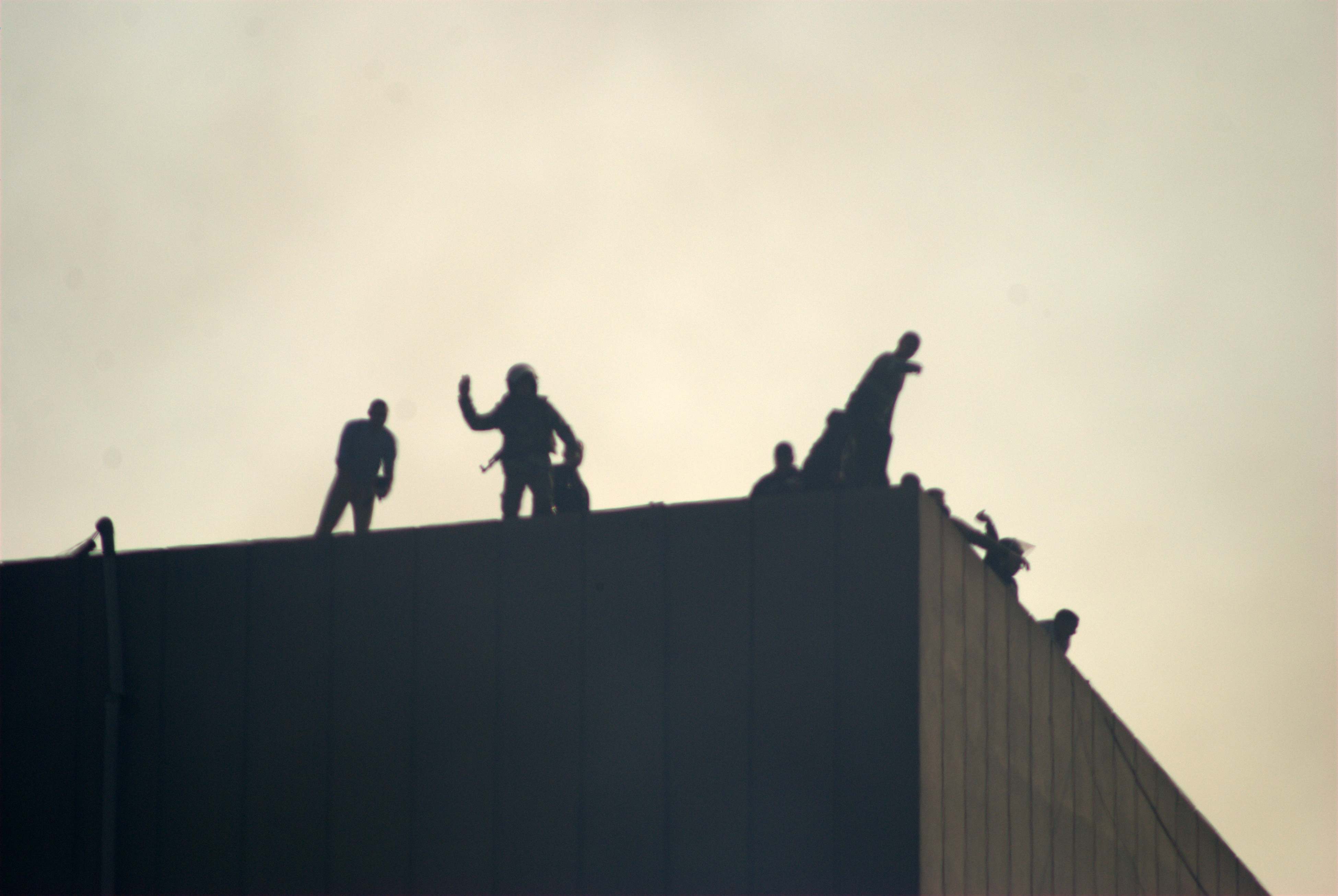
Le 16 décembre 2011, la dispersion d'un sit-in pacifique devant le siège du gouvernement égyptien fait, parmi les manifestants, dix-sept morts et plus de mille victimes. Au cours des affrontements, l'Institut d'Égypte est brûlé. Sur la photo, des militaires lancent des projectiles sur les manifestants.

Sous l'autorité du Conseil suprême des forces armées dirigé par le maréchal Mohamed Hussein Tantawi, en novembre 2011, Ahmed Douma entreprend une grève de la faim pour protester contre l'emprisonnement du blogueur Alaa Abdel Fattah.
Après avoir, lors d'une émission télévisée diffusée en décembre 2011, déclaré qu'il avait incité des manifestants contre les forces de l'ordre, Douma est emprisonné pour quinze jours en janvier 2012 au motif d'investigations. Il est notamment accusé d'avoir, lors des violentes manifestations au Caire de décembre 2011 qui ont fait dix sept morts et des centaines de blessés, contribué à l'incendie de l'Institut d'Égypte. L'accusation repose en partie sur une séquence d'émission télévisée diffusée en décembre 2011 sur la chaîne Dream 2 (en), durant laquelle Douma déclare avoir lancé des cocktails Molotov « non pas sur le bâtiment, mais vers les soldats qui tiraient sur nous du toit du bâtiment »,,. Douma a ultérieurement justifié ses propos en disant qu'il ne fallait pas les prendre dans leur sens littéral, mais comme une justification du droit à l'autodéfense des manifestants. Son avocat fait également valoir que les enregistrements vidéo utilisés à charge contre Douma ne permettent ni de l'identifier, ni de voir des cocktails Molotov. Son emprisonnement est ensuite reconduit pour la même raison. Il est finalement libéré en avril 2012, après cent jours d'emprisonnement, après qu'un juge a considéré que son appel à la violence n'était qu'« implicite », les propos incriminés de Douma concernant un « droit des révolutionnaires à se défendre ».

### Sous la présidence de Mohamed Morsi
Sous la présidence de Mohamed Morsi, en août 2012, après le limogeage de Mohamed Hussein Tantawi, Douma porte plainte contre ce dernier, ainsi que Sami Hafez Annan, Hassan al-Roueini (en) et un autre responsable militaire pour l'assassinat de manifestants au début de la révolution égyptienne de 2011.
En mars 2013, un mandat d'arrêt est émis contre lui pour incitation à la violence contre les Frères musulmans. Douma est accusé d'avoir, quatre mois plus tôt, tweeté un appel à la destruction du siège des Frères musulmans, écrivant que c'était un « acte révolutionnaire ». David Kirkpatrick du New York Times relève toutefois que Douma s'était corrigé le lendemain, tweetant : « Considérez-le comme une reculade, de la couardise ou ce que vous voudrez : je m'excuse pour mes propos sur le siège des Frères musulmans, bien que j'y croie et j'appelle tous les jeunes à un sit-in pacifique en préparation d'une désobéissance civile pour renverser le régime». Le même journaliste note également qu'après avoir été blessé au visage lors d'affrontements avec les Frères musulmans le 5 décembre 2012, Douma, tout en écrivant qu'il ne « pleurerait pas sur la mort d'un chien de Frère musulman », avait appelé à montrer aux Frères musulmans « le respect de l'humanité et de la dignité pour lesquels la révolution a eu lieu ».
En avril 2013, Douma est arrêté à Tanta, accusé d'avoir répandu de fausses nouvelles lors d'une émission télévisée en traitant le président Morsi de « tueur » et de « criminel » pour son rôle allégué dans l'assassinat d'opposants. Sa mise au secret sans possibilité de contact avec son épouse ou ses avocats suscite des protestations. En juin 2013, à la suite d'une plainte déposée par un partisan du président Morsi, Douma est condamné à six mois de prison pour insulte au président et diffusion de fausses nouvelles, la cour considérant que « de tels actes sapent la sécurité de l'État et terrorisent les gens ». Douma ayant fait appel et sa famille ayant payé la caution de 5 000 LE, la cour ordonne sa libération, mais il reste mystérieusement introuvable. Il est en fait gardé en détention pour des charges distinctes d'incitation à la violence. Douma commence une grève de la faim en juin 2013 pour protester contre sa détention et ce qu'il qualifie de campagne pour faire taire l'opposition.

### Sous la présidence intérimaire d'Adli Mansour

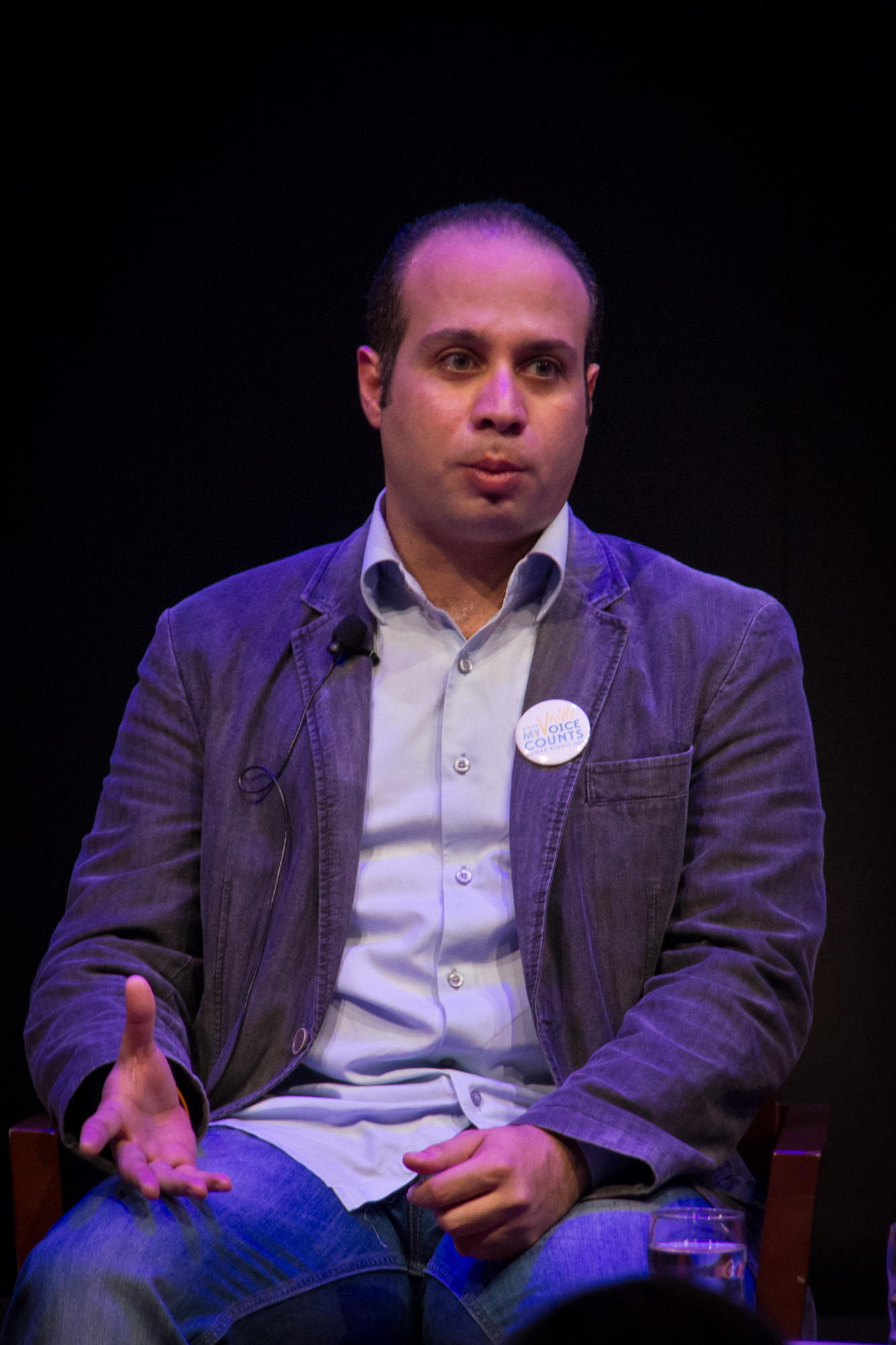
Ahmed Maher, l'un des fondateurs du mouvement du 6 avril, condamné avec Ahmed Douma.

Sous la présidence intérimaire d'Adli Mansour, le 6 juillet 2013, la cour criminelle du Caire l'acquitte des charges d'incitation à la violence et ordonne sa libération. En novembre 2013, Douma est condamné en appel à une amende de 20 000 LE au titre des insultes alléguées au président Morsi.
Le 3 décembre 2013, Ahmed Douma est arrêté à son domicile au Caire pour participation à une manifestation interdite, résistance aux forces de l'ordre et vandalisme,. C'est le premier procès visant des militants des mouvements de jeunesse ou des militants non islamistes depuis la destitution du président Morsi par l'armée. Douma, ainsi que Ahmed Maher et Mohammed Adel (en) jugés en même temps que lui, sont condamnés à trois ans de travaux forcés et 50 000 LE d'amende,. Cette première condamnation de militant non islamistes depuis la destitution de Morsisuscite en Égypte des manifestations de soutien aux condamnés. Pour quatorze ONG égyptiennes, elle signifie le retout d'un « état policier plus brutal que jamais ». Elle entraîne également une protestation officielle de la Communauté européenne et des États-Unis. L'examen de l'affaire en appel, prévu en janvier 2014, est reporté à plusieurs reprises, ; leurs avocats font état de mauvais traitements, au tribunal-même et la famille de Douma, d'une détérioration de sa santé, après qu'il a entrepris une grève de la faim. Le jugement d'appel, rendu public en avril 2014, confirme les peines décidées en première instance. Les avocats des condamnés annoncent leur intention de se pourvoir en cassation, voire de saisir la Cour africaine des droits de l'homme et des peuples. Le Département d'État des États-Unis se dit « profondément troublé » par ce verdict et « exhorte le gouvernement égyptien à exercer son droit constitutionnel pour commuer ces peines excessives ».

### Sous la présidence d'Abdel Fattah al-Sissi

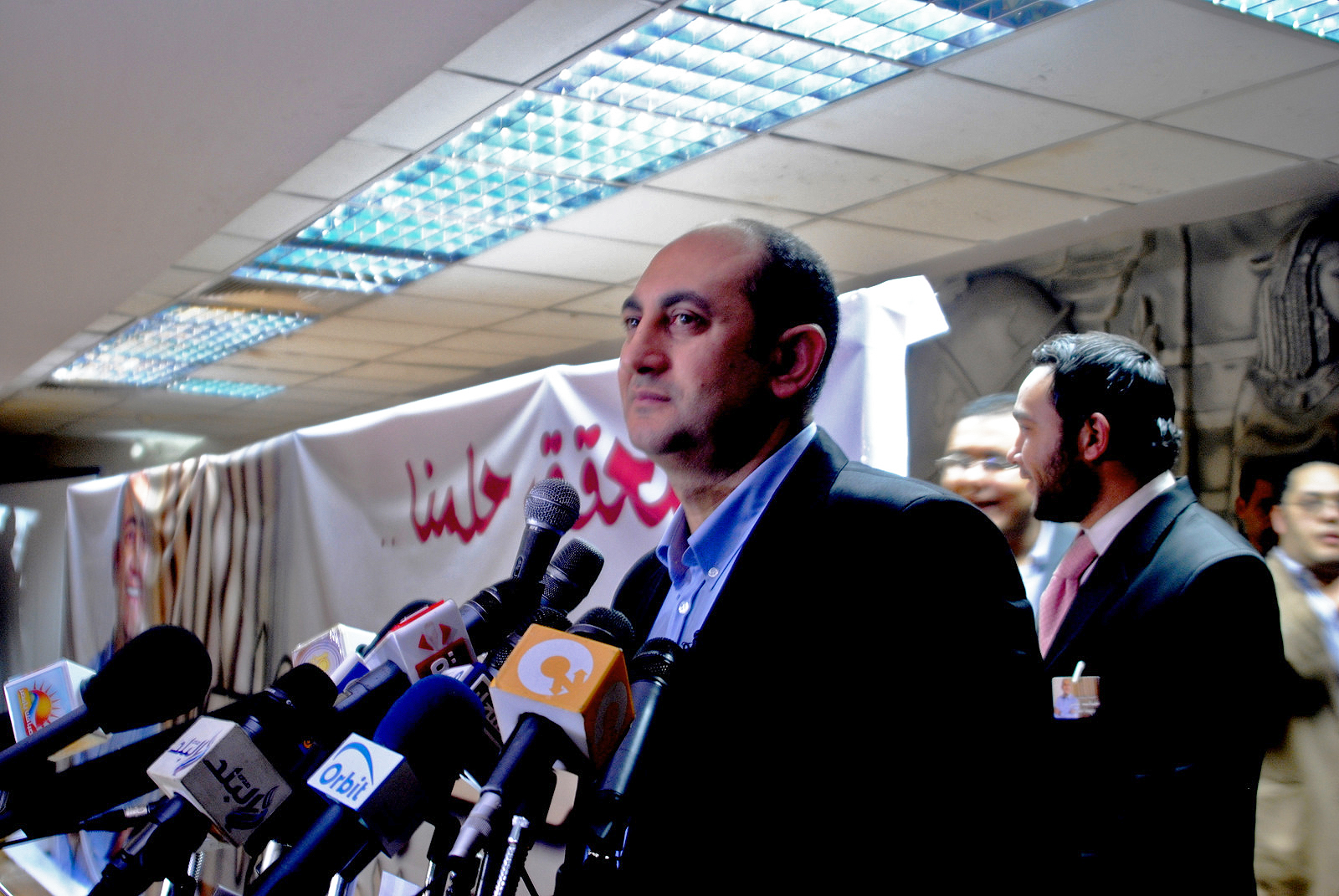
Khaled Ali, l'un des avocats d'Ahmed Douma, annonçant sa candidature à l'élection présidentielle de 2012.

Sous la présidence d'Abdel Fattah al-Sissi, le 20 août 2014, Douma commence une nouvelle grève de la faim et en septembre, sa famille fait état d'une aggravation de son état de santé. Ses avocats se trouvent déférés au procureur par le juge Nagy Chehata pour avoir demandé à voir leur client avant une audience. Le 17 septembre 2014 commence un nouveau procès de Douma, accusé avec 268 co-inculpés de « rassemblement illégal », « possession d’armes », « troubles à l’ordre public », « vandalisme » et « incitation à la violence » pour avoir pris part, en décembre 2011, à des affrontements entre forces de sécurité et manifestants devant le siège du gouvernement au Caire, qui ont fait 18 morts, ainsi qu'à l'incendie de l'Institut d'Égypte,. Douma est le seul accusé présent au procès, les autres étant jugés en leur absence. Le 22 septembre 2014, les avocats de Douma font état de son « manque de confiance » dans le juge Nagy Chehata, connu pour les lunettes noires qu'il porte durant les audiences, et « son hostilité à l'égard de la révolution », après que celui-ci ait fait preuve, selon eux, de partialité, voire d'hostilité, dans les débats,. La demande de ses avocats que l'affaire soit confiée à d'autres juges est examinée puis rejetée. Le 1er octobre 2014, la détérioration de sa santé contraint Douma à renoncer à sa grève de la faim. Le lendemain, l'association des médecins égyptiens demande aux autorités de faire hospitaliser d'urgence Douma en soins intensifs. Après une brève visite à l'hôpital Kasr El Aini du Caire, Douma est reconduit en prison. Il est cependant hospitalisé à nouveau quelques jours plus tard. Le 12 novembre 2014, un avocat de Douma, Khaled Ali, ancien candidat à l'élection présidentielle de 2012, proteste contre le manque d'impartialité du juge Chehata ; il est menacé par ce dernier d'une sanction disciplinaire pour avoir « fomenté le chaos ». Les avocats de Douma se retirent pour protester contre une violation des droits de la défense. Ils soulignent notamment qu'ils ne peuvent pas rencontrer Douma avant les audiences et que durant celles-ci, les accusés, enfermés dans une cage de verre, ne peuvent ni entendre les débats, ni être eux-mêmes entendus. Cette action est soutenue par le syndicat des avocats égyptiens et Douma assure désormais seul sa défense en présence d'un avocat commis par la cour. Selon Douma, ce dernier se montre négligent et incapable de rassembler les témoignages de manière organisée. En décembre 2014 intervient un autre incident : après des révélations au sujet de la page Facebook du juge, sur laquelle il exprime son penchant pour les photos grivoises et critique les « traîtres » à l'Égypte, Douma demande au juge Nagy Chehata si ce dernier dispose d'un compte Facebook, et le juge condamne Douma à trois ans de travaux forcés et 10 000 LE d'amende pour insulte à la cour. Le 4 février 2015, Douma et 229 co-inculpés sont condamnés à la réclusion perpétuelle ainsi qu'à une amende de 17 000 000 LE. De sa cage de verre, Douma rit et applaudit au prononcé du verdict. Le juge Chehata lui dit : « Vous m'applaudissez ? Montrez du respect à la cour. Ne dites rien de plus ou je vous donne trois ans [de prison] de plus ». Douma répond : « Ça me suffit. Je suis heureux de ce verdict ». Selon plusieurs médias, c'est la plus lourde sentence à laquelle ait été condamné un leader des protestations de masse en Égypte, tant celles contre Moubarak que contre Morsi. Les États-Unis et la Communauté européenne ont dénoncé cette condamnation. Le gouvernement égyptien répond à ces dénonciations en affirmant qu'il s'agit d'« interférences inacceptables » et de « doubles standards », Douma ayant été condamné dans un procès « ordinaire » par un juge « normal ». De son côté, le juge Chehata considère que « le pays a besoin de dispositions dissuasives pour atteindre la stabilité ». Il affirme que le procès a été « équitable », que la défense a utilisé tous les moyens possibles pour le prolonger et que les extraits vidéo et autres pièces à conviction qu'il a examinées prouvent que les accusés ont mis le feu à l'Institut d'Égypte et attaqué l'armée et la police. Selon Aya Nader du Daily News Egypt, ces enregistrements vidéo n'ont pas été visionnés durant le procès et les avocats de la défense n'ont pas été autorisés à les examiner.
Parallèlement, des rumeurs de grâce présidentielle pour la condamnation en appel à trois ans de travaux forcés ne se concrétisent pas, le décret de grâce présidentielle du 25 janvier 2015 excluant les peines comme celles de Douma,. Au contraire, cette dernière est confirmée par la cour de cassation le 27 janvier 2015.
En mai 2016, la cour de cassation rejette un pourvoi de l'avocat de Douma visant à obtenir la suspension de sa condamnation à vie et un nouveau jugement et l'annulation de sa condamnation supplémentaire à trois ans de prison. Le même mois, une autre cour cairote réduit toutefois de six mois à un mois de prison une autre condamnation supplémentaire, celle-ci pour avoir « agressé verbalement » un garde durant un procès en décembre 2013. En mai 2017, la cour de cassation annule la condamnation à trois ans de prison pour insulte au juge Shehata, l'affaire devant être rejugée,. En octobre 2017, la cour de cassation annule sa condamnation à perpétuité,.
Le 19 août 2023, Ahmed Douma est libéré de prison après avoir bénéficié d’une grâce du président Abdel Fattah al-Sissi.